# Jeremy Renner
Jeremy Lee Renner (Modesto (Californië), 7 januari 1971) is een Amerikaans acteur en zanger. Hij werd in 2010 genomineerd voor een Oscar voor zijn hoofdrol in The Hurt Locker en in 2011 opnieuw voor zijn bijrol in The Town. Meer dan twintig andere filmprijzen won hij daadwerkelijk, waaronder National Board of Review Awards voor zowel The Hurt Locker als The Town (gedeeld met de hele cast) en een Satellite Award voor The Hurt Locker.
Renner maakt als acteur voornamelijk meters in filmrollen. Voor 2009 verscheen hij in (tien) televisieseries nooit langer dan in één aflevering, zoals in Angel (2000), CSI: Crime Scene Investigation (2001) en House (2007). In 2009 speelde hij tien afleveringen Jason Walsh in The Unusuals.

## Filmografie
*Exclusief televisiefilms
- Black Widow (2021) (stem)
- Avengers: Endgame (2019)
- Tag (2018)
- Wind River (2017)
- Arrival (2016)
- Captain America: Civil War (2016)
- Mission: Impossible – Rogue Nation (2015)
- Avengers: Age of Ultron (2015)
- Kill the Messenger (2014)
- American Hustle (2013)
- The Immigrant (2013)
- Hansel and Gretel: Witch Hunters (2013)
- The Bourne Legacy (2012)
- The Avengers (2012)
- Mission: Impossible – Ghost Protocol (2011)
- Thor (2011)
- The Town (2010)
- Lightbulb (2009, aka Ingenious)
- The Hurt Locker (2008)
- The Assassination of Jesse James by the Coward Robert Ford (2007)
- Take (2007)
- 28 Weeks Later (2007)
- Love Comes to the Executioner (2006)
- North Country (2005)
- A Little Trip to Heaven (2005)
- Twelve and Holding (2005)
- Lords of Dogtown (2005)
- Neo Ned (2005)
- The Heart Is Deceitful Above All Things (2004)
- S.W.A.T. (2003)
- Dahmer (2002)
- Monkey Love (2002)
- Fish in a Barrel (2001)
- Paper Dragons (1996)
- Senior Trip (1995)

## Televisie
- Hawkeye (2021) als Clint Barton / Hawkeye, zes afleveringen
- What If...? (2021-2023) als Clint Barton / Hawkeye (stem), vier afleveringen
- Mayor of Kingstown (2021-2025) als Mike McLusky, 21 afleveringen

## Privé
Renner was van 13 januari 2014 tot 28 december 2015 getrouwd met het Canadese model Sonni Pacheco. Ze kregen op 28 maart 2013 samen een dochter.
Renner raakte op Nieuwjaarsdag van 2023 ernstig gewond bij een ongeluk tijdens het sneeuwruimen. Hij werd in "kritieke maar stabiele toestand" opgenomen in het ziekenhuis. Naar eigen zeggen had hij meer dan dertig gebroken botten.